# Mexikanische Badmintonmeisterschaft 1982
Die Mexikanische Badmintonmeisterschaft 1982 fand in Mexiko-Stadt statt. Es war die 36. Auflage der nationalen Titelkämpfe von Mexiko im Badminton. Vizemeister im Herreneinzel wurde Fernando de la Torre.

## Sieger und Finalisten
| Disziplin    | Gold                                            | Silber                             |
| ------------ | ----------------------------------------------- | ---------------------------------- |
| Herreneinzel | Fernando de la Torre                            | Hector Casillas                    |
| Dameneinzel  | María de la Paz Luna Félix                      | Rosa Elva Levaro                   |
| Herrendoppel | Fernando de la Torre Ernesto de la Torre        | Jose Manuel Icaza Eugenio Tapia    |
| Damendoppel  | María de la Paz Luna Félix Margara Bravo Mariño | keine Daten                        |
| Mixed        | Ernesto de la Torre María de la Paz Luna Félix  | Eugenio Tapia Margara Bravo Mariño |